# Tuberculobasis tirio
Tuberculobasis tirio – gatunek ważki z rodziny łątkowatych (Coenagrionidae).